# Fidelismo en Chiloé

Reconstrucción de la coronela atribuida al Batallón de Veteranos de Castro.

El fidelismo en Chiloé se refiere al movimiento político y cultural existente en la Provincia de Chiloé de Chile durante las guerras de independencia, y que se caracterizó por mantener su fidelidad al rey Fernando VII, en momentos en que la actual República de Chile estaba en camino a la independencia de España.
Si bien la anexión de Chiloé a Chile en 1826 marcó el fin de la autoridad española en esta provincia, el uso esporádico de símbolos del fidelismo se mantiene hasta el día de hoy.

## Historia
Chiloé comenzó a ser colonizado por españoles provenientes de la actual zona central de Chile en 1567, pero posteriormente quedó aislado del desarrollo cultural del resto del país producto de la destrucción de las siete ciudades en torno al año 1600. Desde entonces generó una cultura insular con características propias, que se alejaría aún más de Chile luego de que, en 1767, es separada de la Capitanía General de Chile y anexada directamente al Virreinato del Perú.
En el año 1810, cuando Chile inició su camino hacia la independencia, Chiloé se mantuvo leal al gobierno virreinal, y en su jurisdicción se formaron una serie de milicias que combatieron contra la emancipación americana en la zona central de Chile, y en algunos casos también en territorios actualmente parte de Bolivia y Perú.
Una vez firmada la independencia de Chile el 12 de febrero de 1818, las tropas realistas se replegaron al sur del país, desde donde se pretendía iniciar la reconquista del territorio perdido. No obstante, en 1820 se pierden las provincias de Osorno y Valdivia, y luego del Combate de El Toro todos los territorios al norte del río Maullín. Aunque se logró repeler el intento de anexión a Chiloé de ese año, el traspié continental significó la práctica imposibilidad de recuperar para el bando realista la zona central del país, y marcó el inicio de la resistencia aislada de la provincia de Chiloé.
En abril de 1824 ocurre un nuevo intento de anexión a Chiloé, el cual fue nuevamente repelido por las fuerzas chilotas en la Batalla de Mocopulli. No obstante, en este episodio se pierden los fuertes continentales de Carelmapu, Calbuco y Maullín, lo que relega a Chiloé a una condición completamente insular. A esta pérdida se sumaron los acontecimientos de la Batalla de Ayacucho de diciembre de ese año, que marcó el fin del Virreinato del Perú, y convirtió a Chiloé en una gobernación militar aislada.
Finalmente, en enero de 1826, el gobernador Antonio de Quintanilla firma el Tratado de Tantauco, y con ello se sella la incorporación de Chiloé a Chile, casi ocho años después de la independencia de este país.

## Supervivencia

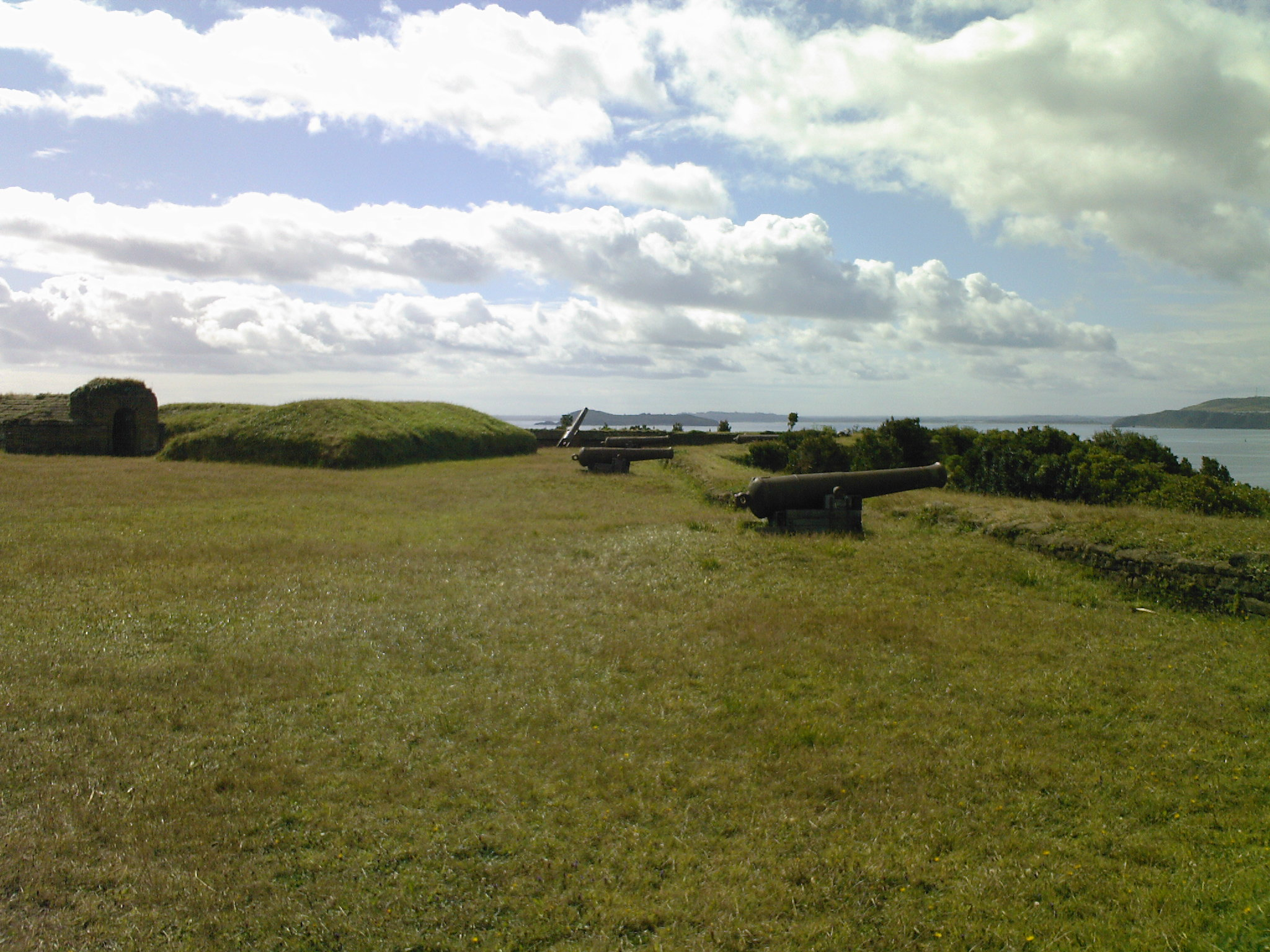
El fuerte San Miguel de Ahui en la península de Lacuy (Ancud) fue la fortaleza más importante de los realistas en Chiloé.

Si bien Chiloé se incorporó a Chile en 1826, y nunca hubo intentos serios de volver a reincoporar ese territorio a España, en las décadas siguientes hubo una serie de episodios relacionados con la lealtad que mantuvieron algunos sectores de la sociedad chilota con respecto a su antigua dependencia. También existieron casos, como el de los hermanos castreños León y Santiago Barrientos, que luego de su participación en el Ejército Real, continuaron su carrera militar en la España peninsular.

### sigloXIX
Cuatro años después de la anexión, en enero de 1830, se lleva a cabo un proceso judicial en contra de los ancuditanos José Miralles y Andrés Aliaga por haber "vertido palabras en contra del sistema patrio" durante un encuentro social, entre cuyas expresiones se menciona la exclamación "Viva el Rey", dejando constancia de la supervivencia fidelista durante los primeros años de administración chilena y la consiguiente represión republicana del fenómeno. Tres años más tarde, Charles Darwin visita Chiloé, y junto con una detallada caracterización de la flora y fauna de la isla, entabla diálogo con habitantes de las comunidades huilliches de Cucao. De estas conversaciones, el naturalista británico destacó la dureza en el trato dado hacia ellos por las autoridades chilenas, y la nostalgia que mantenían en la localidad por el gobierno real.
En 1866, en el contexto de la Guerra hispano-sudamericana que enfrentó a Chile, Bolivia y Perú en contra de España, las fragatas españolas realizaron varias incursiones por los canales de Chiloé, en donde la armada chileno-peruana se encontraba oculta. En estos viajes, los marinos españoles dejaron constancia de varios episodios en donde la población chilota los recibió con gran cordialidad, y les manifestó su nostalgia por la época virreinal. Previo a este conflicto también tuvo lugar el Complot Antil, una conspiración frustrada por parte de grupos huilliches asociados a la Recta Provincia, que buscaron promover la entrega de Chiloé a España en el transcurso de la guerra.
En 1871, una vez acabada la guerra, el marino chileno Francisco Vidal Gormaz volvería a visitar la zona, y narraría sobre cómo en las islas del Archipiélago de Calbuco aún se mantenía gran lealtad por el gobierno español, y que luego de su interacción con las fragatas en 1866, aún mantenían expectativas que España volviese a retomar el control de la zona.

### SiglosXXyXXI

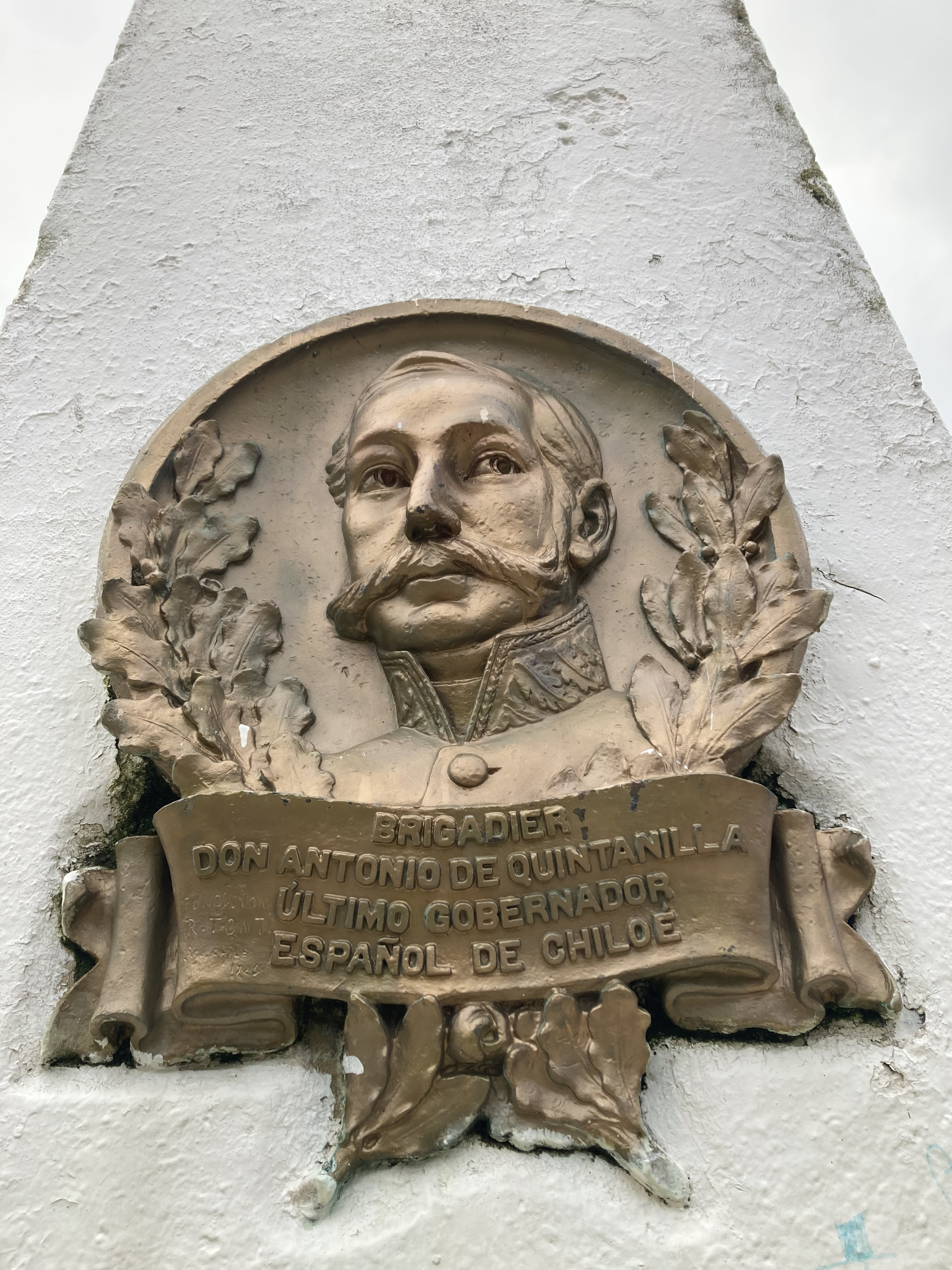
Medallón en recuerdo de Antonio de Quintanilla en Ancud.

Con la progresiva muerte de los testigos de la independencia, el fidelismo fue desapareciendo de la zona y quedando relegado a una existencia testimonial en la cultura y la tradición. Ejemplo de esto es el escritor ancuditano Abraham de Silva y Molina, quien en 1894 escribió una breve obra sobre la nostalgia colonial de algunos chilotes, y es retratado en 1901 por Pedro Pablo Figueroa como de adhesión monárquica y fiel a la idea de que el único gobierno legítimo de Chiloé era el colonial.
En el Diccionario manual isleño de Francisco Cavada, obra de 1921 acerca del vocabulario del castellano chilote, se registra que en esa época la voz "chileno" aludía a los habitantes del centro y el norte de Chile y que "Chile" se entendía como el territorio al norte de Valdivia.
En 1926, al cumplirse cien años de la anexión de Chiloé a Chile, se levantó un obelisco con la efigie de Antonio de Quintanilla, último gobernador español de Chiloé, y en algunas parroquias se habrían dedicado misas en honor suyo, del rey Fernando VII y de los caídos en las guerras de independencia, aunque esto habría sido un acto más bien simbólico de reconocimiento a la historia de la zona.
Si bien durante el siglo XX esta manifestación cultural cayó en el olvido, el año 2006 volvió a ser recordada, cuando durante una serie de manifestaciones en contra de la decisión del gobierno de Michelle Bachelet de no construir el Puente de Chacao, el alcalde de Castro salió frente a la prensa con una bandera española, señalando que de no haberse incorporado a Chile en 1826, probablemente Chiloé hubiese estado mejor.

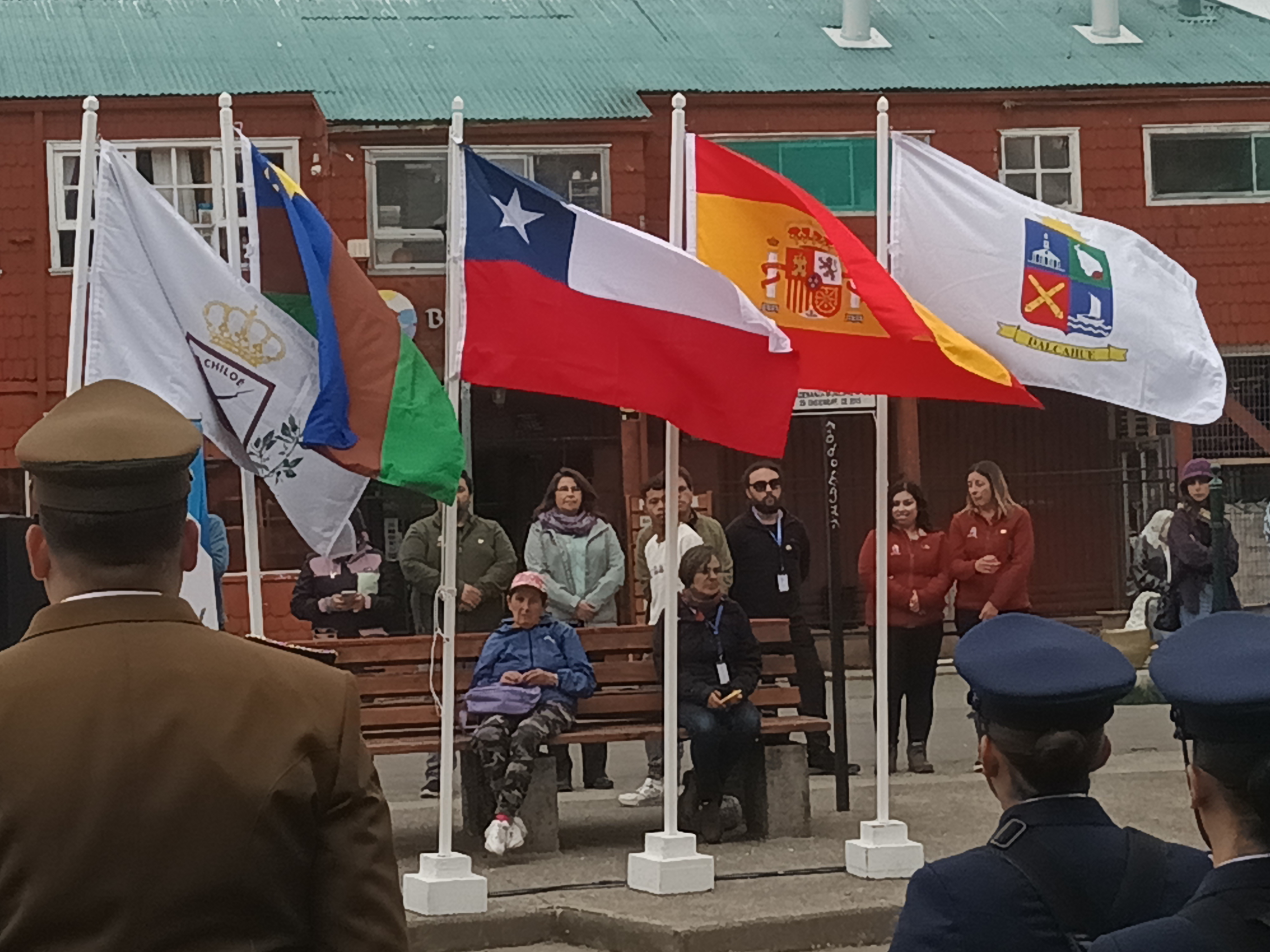
Banderas durante la conmemoración de los 200 años de la batalla de Mocopulli. De izquierda a derecha: bandera alusiva a batalla, bandera huilliche de Chiloé, bandera de Chile, bandera de España y bandera de Dalcahue.

En mayo del año 2016, durante las protestas por la crisis producto de la marea roja, nuevamente una bandera monárquica causó polémica, aunque esta vez se trató de la bandera atribuida del Batallón de Veteranos de Castro, milicia realista chilota activa en la zona hasta 1826.